# Francesco Mazzaferro
Francesco Mazzaferro, detto Ciccio (Marina di Gioiosa Ionica, 29 marzo 1940), è un mafioso italiano della 'ndrangheta, capo dell'omonima cosca fino agli anni novanta con i fratelli Giuseppe e Vincenzo, in contrasto, fin dagli anni settanta, agli Aquino per il controllo del territorio di Marina di Gioiosa Ionica. Assieme al cugino Rocco Lo Presti, storico boss mafioso di Bardonecchia e della Val di Susa, ha rappresentato un pezzo di storia della criminalità organizzata in Piemonte. Mazzaferro e Lo Presti sono stati i due capi indiscussi della 'Ndrangheta della Val di Susa, in Piemonte.

## Biografia
Immigrato a Torino verso la fine degli anni '50, rimase vittima di un tentato omicidio nel 1963. Maria Laurenzano, a cui Mazzaferro avevo promesso di sposare, gli spara due colpi di rivoltella quando lo vede con un'altra donna. Alla Laurenzano verranno riconosciute le attenuanti del delitto d'onore.
All'inizio degli anni '70 fu ritenuto colpevole di esercitare il monopolio sui trasporti nell'area di Gioiosa Jonica. Il tribunale ordinò allora l'obbligo di trovarsi una residenza al di fuori della Calabria e della Sicilia, e nel 1973 fu mandato in soggiorno obbligato a Bardonecchia, in provincia di Torino, dove risiedeva ormai da tempo, il cugino ormai potente Rocco Lo Presti. 

Francesco Mazzaferro con il cugino Rocco Lo Presti, in un processo del 1974, ai tempi in cui erano i due capi indiscussi della 'Ndrangheta in Val di Susa.

Qui, avviò una società di trasporti e movimento terra, per servire i siti di edificazione, e con l’aiuto di Lo Presti, nel giro di due anni, riesce a fare piazza pulita della concorrenza, nel settore delle costruzioni, aggiudicandosi appalti lucrosi come la realizzazione del Traforo del Frejus.

Rocco Lo Presti, Francesco Patanè e Francesco Mazzaferro durante un'udienza del processo sulla mafia della Val di Susa (1975).

Il 17 maggio 1984 fu arrestato a Bardonecchia per traffico di droga e condannato a 18 anni di carcere dal Tribunale di Torino. Nel 1987 viene scarcerato per decorrenza termini, ma lo stesso tribunale impone per la sua scarcerazione una cauzione di 200 milioni e il soggiorno obbligato a Marina di Gioiosa Jonica, suo paese di origine, senza possibilità di far più ritorno o soggiornare in Piemonte, Valle d'Aosta e Sicilia.
Nel 1991 divenne membro della commissione interprovinciale della 'Ndrangheta, nata in quell'anno dopo la Seconda guerra di 'Ndrangheta.
Nel 1995, Mazzaferro ormai lontano da anni da Bardonecchia e dal Piemonte, venne coinvolto, seppur marginalmente, nelle indagini che portarono allo scioglimento del consiglio comunale di Bardonecchia. Per la vicenda, venne arrestato Rocco Lo Presti, perché ritenuto responsabile di aver esercitato la propria influenza sulle decisioni dell'amministrazione comunale, per il controllo degli appalti. Lo scioglimento dei consigli municipali, fino a quel momento, era comune nel sud dell'Italia, dove il potere della criminalità organizzata era saldamente radicato. Nel nord dell'Italia, tuttavia, questo non era mai accaduto prima. Lo scioglimento del consiglio comunale di Bardonecchia segnò il riconoscimento che i clan della 'Ndrangheta, erano penetrati profondamente anche nella società dell’Italia settentrionale.
Nel 1993 venne nuovamente arrestato per traffico di droga.
Nel 2009 viene confiscata a Bardonecchia, dopo una lunga battaglia legale durata quasi 20 anni, la villa di Francesco Mazzaferro nella centrale via Medail.